# سومیتومو میتسویی کانستراکشن
سومیتومو میتسویی کانستراکشن (انگلیسی: Sumitomo Mitsui Construction) شرکت ساخت‌وساز ژاپنی است، که در سال ۲۰۰۳ تأسیس شد.